# Рульсторф
Рульсторф (нем. Rullstorf) — община в Германии, в земле Нижняя Саксония.
Входит в состав района Люнебург. Подчиняется управлению Шарнебек. Население составляет 1827 человек (на 31 декабря 2010 года). Занимает площадь 22,82 км².
Коммуна подразделяется на 2 сельских округа.
В Рульстторфе в 1993 году был открыт первый в Германии музей посвященный свинье — Deutsches Schweinemuseum.